# Merodon elegans
Merodon elegans là một loài ruồi trong họ Ruồi giả ong (Syrphidae). Loài này được Hurkm miêu tả khoa học đầu tiên năm. Merodon elegans phân bố ở vùng Cổ Bắc giới